# Gonomyia (Gonomyia) impacata
Gonomyia (Gonomyia) impacata is een tweevleugelige uit de familie steltmuggen (Limoniidae). De soort komt voor in het Oriëntaals gebied.